# Димит (Тексас)
Димит (енгл. Dimmitt) град је у америчкој савезној држави Тексас. По попису становништва из 2010. у њему је живело 4.393 становника.

## Демографија
Према попису становништва из 2010. у граду је живело 4.393 становника, што је 18 (0,4%) становника више него 2000. године.
| Група             | 2000.         | 2010.         |
| Белци             | 1.730 (39,5%) | 1.214 (27,6%) |
| Афроамериканци    | 131 (3,0%)    | 110 (2,5%)    |
| Азијати           | 0 (0,0%)      | 24 (0,5%)     |
| Хиспаноамериканци | 2.491 (56,9%) | 3.023 (68,8%) |
| Укупно            | 4.375         | 4.393         |